# Parasagitta peruviana
Parasagitta peruviana är en djurart som tillhör fylumet pilmaskar, och som först beskrevs av Sund 1961.  Parasagitta peruviana ingår i släktet Parasagitta och familjen Sagittidae. Inga underarter finns listade i Catalogue of Life.